# No. 2 Court

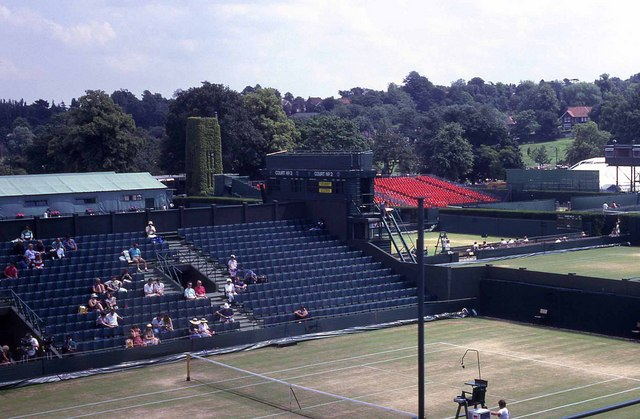
Starý No. 2 Court během Wimbledonu 1991

No. 2 Court (česky dvorec č. 2), historicky přezdívaný pohřebiště favoritů či šampionů, je travnatý tenisový dvorec, třetí největší kurt tenisového oddílu All England Lawn Tennis and Croquet Club, který leží v jihozápadní londýnské části Wimbledonu. Dvorce ve Wimbledonu nenesou označení po významných hráčích, nýbrž jsou označeny, kromě centrálního dvorce, čísly.

## StarýNo. 2 Court
Původní No. 2 Court měl kapacitu 2192 + 770 míst ke stání. Do Wimbledonu 2009, kdy byl přeznačen na dvorec č. 3, byl dvorec nazýván Pohřebištěm šampionů. Samotný kurt byl poté zbourán. Tím se udělalo místo pro nové dvorce č. 3 a 4, které byly připraveny na Wimbledon 2011.
Název Pohřebiště šampionů vznikl z faktu, že na dvorci č. 2 bylo poraženo mnoho wimbledonských vítězů. Níže je uveden jejich seznam:
- John McEnroe (podlehl v roce 1979 Timu Gulliksonovi)
- Jimmy Connors (podlehl v roce 1983 Kevinu Currenevi a v roce 1988 Patriku Kühnenovi)
- Pat Cash (podlehl v roce 1991 Thierrymu Championovi)
- Michael Stich (podlehl v roce 1994 Bryanu Sheltonovi)[3]
- Andre Agassi (podlehl v roce 1996 Dougu Flachovi)
- Conchita Martínezová (podlehla v roce 1998 Sam Smithové)
- Richard Krajicek (podlehl v roce 1999 Lorenzu Mantovi)
- Pete Sampras (podlehl v roce 2002 Georgi Bastlovi)
- Serena Williamsová (podlehla v roce 2005 Jill Craybasové)
- Venus Williamsová (podlehla v roce 2006 Jeleně Jankovićové)
- Martina Hingisová (podlehla v roce 2007 Laura Granvilleové)

## NovýNo. 2 Court
Pro Wimbledon 2009 byl postaven nový dvorec č. 2 na místě předchozího kurtu č. 13 s kapacitou 4 000 diváků. Z dvorce označovaného jako Pohřebiště šampionů, staré dvojky, se ve skutečnosti stal nový No. 3 Court a ostatní dvorce byly také přečíslovány.
Dvojnásobná wimbledonská vítězka Petra Kvitová na dvorci vypadla ve druhých kolech ročníků 2016 a 2017, stejně jako ve čtvrtfinále Letních olympijských her 2012. Po vyřazení v červenci 2017 sdělila, že na tomto kurtu již nechce nikdy hrát.